# خلل التنسج الليفي للعظم
خلل التنسج الليفي هو اضطراب حيث العظام ونخاع العاديين يتم استبدالهما بالأنسجة الليفية، مما يؤدي إلى تشكيل العظام الضعيفة والمعرضة للتوسع. نتيجة لذلك، تنجم معظم المضاعفات عن الكسر والتشوه والضعف الوظيفي والألم.  يحدث المرض على طول الطيف الإكلينيكي الواسع بدءاً من الآفات العرضية بدون أعراض إلى المرض المعوق الحاد. يمكن أن يؤثر المرض على عظمة واحدة ( أحاديية التكاثر ) أو متعدد (تعدد الأصوات) ويمكن أن يحدث بمعزل أو بالاشتراك مع بقع القهوة بالحليب ومع أمراض الغدد الصماء مفرطة الوظائف، والتي تسمى متلازمة ماكيون أولبرايت.  نادراً أكثر، قد يرتبط خلل التنسج الليفي بالورم العضلي، الذي يسمى متلازمة مازابراود.  خلل التنسج الليفي نادر جدًا ولا يوجد علاج معروف له. خلل التنسج الليفي ليس من أشكال السرطان.

## العرض

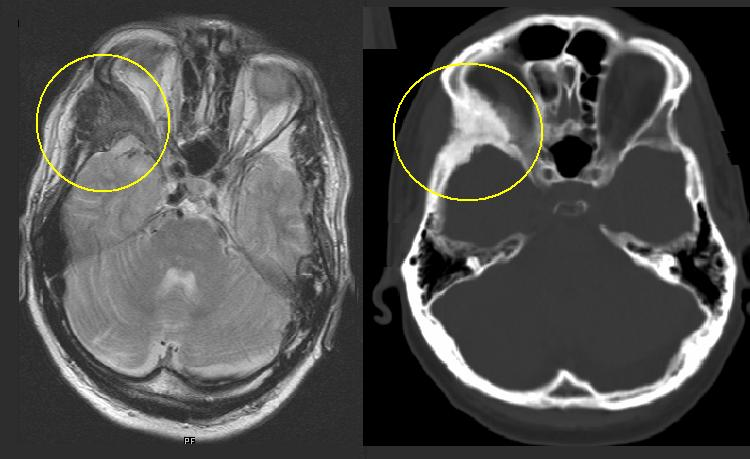
خلل التنسج الليفي في عظم الزغيمات الأيمن (علي اليسار في الصورة). تقابل التصوير المقطعي المحوسب بالرنين المغناطيسي (يسار) و CT (يمين) للمريض نفسه.

خلل التنسج الليفي هو مرض فسيفساء يمكن أن يشمل أي جزء أو مجموعة من الهيكل العظمي القحفي والإبطي و / أو الزائدي.  لذلك يعتمد نوع وشدة المضاعفات على موقع ومدى الهيكل العظمي المتأثر. الطيف الإكلينيكي واسع للغاية، يتراوح من آفة أحادية معزولة، بدون أعراض تم اكتشافها بالمصادفة، إلى مرض شديد معوق يشمل عملياً الهيكل العظمي بأكمله ويؤدي إلى فقدان الرؤية والسمع و / أو الحركة.
تظهر آفات العظام الفردية عادة خلال السنوات القليلة الأولى من الحياة وتتوسع أثناء الطفولة. الغالبية العظمى من الآفات العظمية المهمة سريريًا يمكن اكتشافها في سن 10 سنوات، مع ظهورعدد قليل من الآفات العظمية الجديدة والغير المهمة سريريا تقريبًا بعد سن ال15.  يعد تصوير الجسم الكلي مفيدًا في تعريف وتحديد مدى آفات العظام، ويجب إجراؤه في جميع المرضى الذين يعانون من خلل التنسج الليفي المشتبه به. 
الأطفال الذين يعانون من خلل التنسج الليفي في الهيكل العظمي الزائدي يصابون عادةً بالكسور والعرج والألم و / أو الكسور المرضية. قد تؤدي الكسور المتكررة والتشوه التدريجي إلى صعوبات في التمويه وضعف الحركة. في الهيكل العظمي القحفي، قد يظهر خلل التنسج الليفي على أنه «كتلة» غير مؤلمة أو عدم تناسق في الوجه. توسيع الآفات القحفية قد يؤدي إلى تشوه الوجه التدريجي. في حالات نادرة، قد يصاب المرضى بفقدان الرؤية و / أو السمع بسبب تناقص الأعصاب البصرية و / أو القنوات السمعية، وهو أمر شائع أكثر في المرضى الذين يعانون من زيادة هرمون النمو المرتبطة بمتلازمة ماكون-أولبرايت.  خلل التنسج الليفي عادة ما يشتمل على العمود الفقري، وقد يؤدي إلى الإصابة بالجنف، والذي قد يكون شديد في حالات نادرة.  الجنف التدريجي غير المعالج هو أحد الميزات القليلة لخلل التنسج الليفي الذي يمكن أن يؤدي إلى الوفاة المبكرة.
ألم العظام هو أحد المضاعفات الشائعة لخلل التنسج الليفي. قد تظهر في أي عمر، ولكنها تتطور بشكل شائع أثناء فترة المراهقة وتتطور إلى مرحلة البلوغ. 
تنتج خلايا انسجة النخاع العظمي في خلل التنسج الليفي كميات زائدة لهرمون عامل نمو الخلايا الليفية-23 (FGF23) الخافض للفوسفات، مما يؤدي إلى فقدان الفوسفات في البول.  المرضى الذين يعانون من نقص فوسفات الدم قد يصابون بالكساح / هشاشة العظام وزيادة الكسور وآلام العظام. 

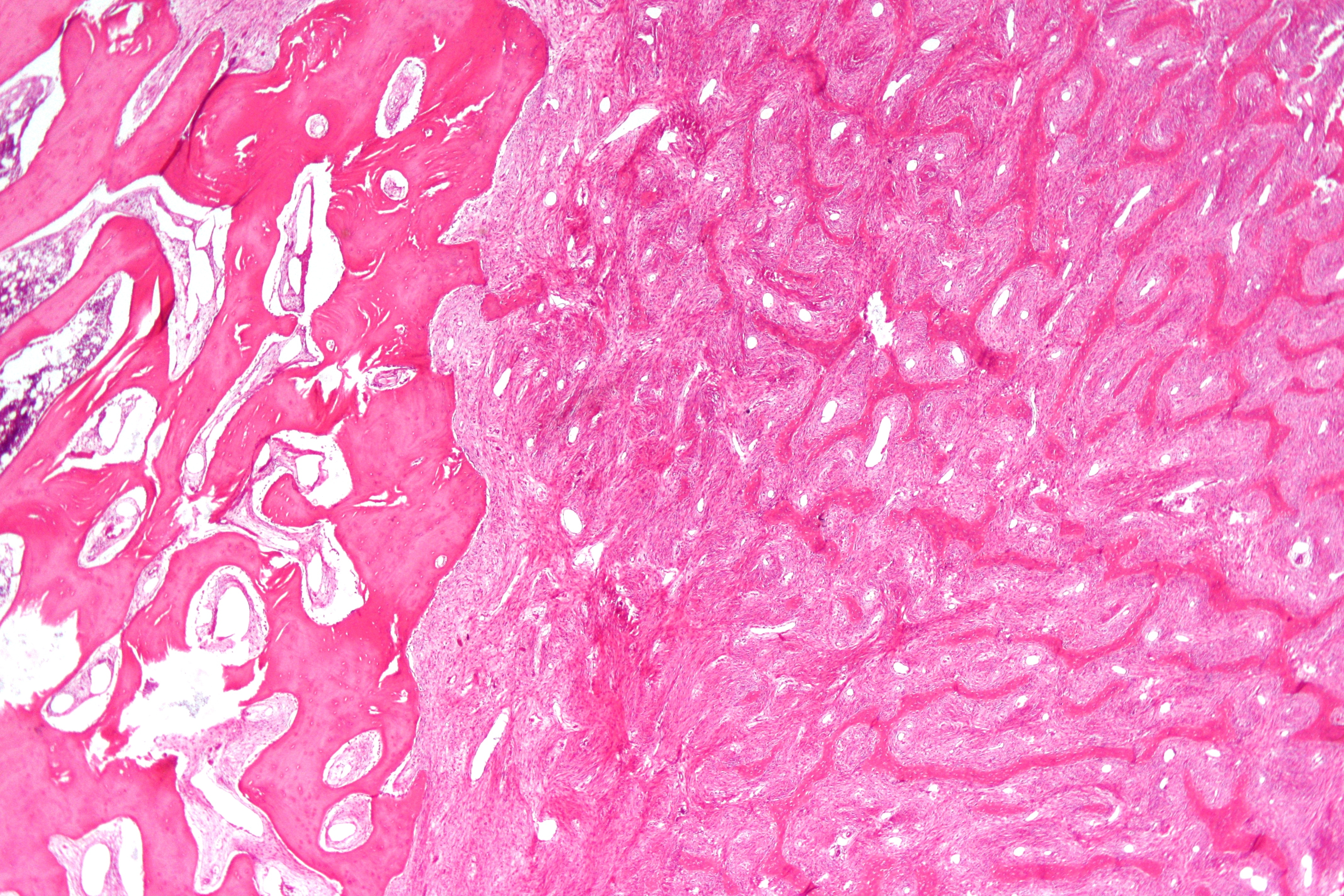
صورة مجهرية من خلل التنسج الليفي (يمين الصورة) مع وجود عظم غير متأثر (يسار الصورة). H & E وصمة عار

## الفيزيولوجيا المرضية
خلل التنسج الليفي هو مرض فسيفساء الناتج عن طفرات تفعيل البعد الاقحي من GNAS مكان في 20q13.2-q13.3، التي تشفر للوحدة الفرعية α من G s مستقبلات البروتين المقترنة بG.  في العظم، ينتج عن إشارات G s α التأسيسية ضعف التمايز وانتشار خلايا انسجة النخاع العظمي.  انتشار هذه الخلايا يؤدي إلى استبدال العظام الطبيعية ونخاع الأنسجة ليفية. الترابيق العظمية رقيقة بشكل غير طبيعي وغير منتظم، وغالبًا ما تشبه المقاطع الصينية (الشويكات العظمية على الخزعة).
خلل التنسج الليفي ليس وراثيًا، ولم تحدث أي حالة انتقال من الأب إلى الطفل.

## التشخيص
الأشعة ببلي السينية للآفة الخلوية / اختبارات التصوير الزجاجي الأرضي. يمكن استخدام التصوير المقطعي المحوسب أو التصوير بالرنين المغناطيسي لتحديد مدى تأثر عظامك. فحص العظام. يستخدم هذا الاختبار أجهزة تتبع إشعاعية، يتم حقنها في مجرى الدم. تستهلك الأجزاء التالفة من عظامك المزيد من أجهزة التتبع، والتي تظهر بشكل أكثر سطوعًا على المسح. خزعة. يستخدم هذا الاختبار إبرة مجوفة لإزالة قطعة صغيرة من العظام المصابة للتحليل المختبري.

## العلاج
العلاج في خلل التنسج الليفي هو في الأساس مسكن للآلام، ويركز على إدارة الكسور ومنع التشوه. لا توجد أدوية قادرة على تغيير مسار المرض. قد يكون البايفوسفونيت عن طريق الوريد مفيدًا لعلاج آلام العظام، ولكن لا يوجد دليل واضح على أنها تقوي الآفات النخرية للعظام أو تمنع الكسور.   التقنيات الجراحية الفعالة في الاضطرابات الأخرى، مثل ترقيع العظام، والكشط، والصفائح والبراغي، غالبًا ما تكون غير فعالة في خلل التنسج الليفي ويجب تجنبها.   يفضل بشكل عام استخدام قضبان داخل النخاع لإدارة الكسور والتشوه في الأطراف السفلية.  عموما يمكن إدارة الجنف التدريجي مع الأجهزة القياسية وتقنيات الانصهار.  الإدارة الجراحية في الهيكل العظمي القحفي معقد بسبب نمو FD المتكرر بعد العملية الجراحية، وينبغي أن تركز على تصحيح التشوهات الوظيفية.  يزيد تخفيف الضغط العصبي البصري الوقائي من خطر فقد الرؤية وهو بطلان. 
تعد إدارة أمراض الغدد الصماء عنصرا حاسما في الإدارة في FD. يجب تقييم جميع المرضى الذين يعانون من خلل التنسج الليفي وعلاجهم من أمراض الغدد الصماء المرتبطة بمتلازمة ماكون أولبرايت. على وجه الخصوص زيادة إفراز هرمون النمو قد يؤدي إلى تفاقم خلل التنسج الليفي القحفي ويزيد من خطر العمى.  نقص فوسفات الدم غير المعالج يزيد من آلام العظام وخطر الكسور. 